# Lepinisticus vignai
Lepinisticus vignai is een pissebed uit de familie Cylisticidae. De wetenschappelijke naam van de soort is voor het eerst geldig gepubliceerd in 1983 door Manicastri & Taiti.